# Gulbarga (huyện)
Huyện Gulbarga là một huyện thuộc bang Karnataka, Ấn Độ. Thủ phủ huyện Gulbarga đóng ở Gulbarga. Huyện Gulbarga có diện tích 16224 ki lô mét vuông. Đến thời điểm năm 2001, huyện Gulbarga có dân số 3124858 người.